# Kapellen (Brabant flamand)
Pour les articles homonymes, voir Kapellen.
Kapellen est une section de la commune belge de Glabbeek située en Région flamande dans la province du Brabant flamand. C'était une commune à part entière avant la fusion des communes de 1977.

## Évolution démographique
- Sources : INS, Rem. : 1831 jusqu'en 1970 = recensements, 1976 = nombre d'habitants au 31 décembre.